# NGC 5622
NGC 5622 este o infrared source⁠(d) situată în constelația Boarul. A fost descoperită în 15 mai 1787 de către William Herschel. Se află la o distanță de 71,78 de megaparseci de Pământ.